# Psaliodes disrupta
Psaliodes disrupta är en fjärilsart som beskrevs av Paul Dognin 1913. Psaliodes disrupta ingår i släktet Psaliodes och familjen mätare. Inga underarter finns listade i Catalogue of Life.